# Братонечиці
Братонечиці (словен. Bratonečice) — поселення в общині Светий Томаж, Подравський регіон‎, Словенія.